# Vanessa Giunchi
Vanessa Giunchi (née le 7 juin 1980 à Milan en Lombardie), est une patineuse artistique italienne. Elle est double championne d'Italie en 1995 et 2001.

## Biographie

### Carrière sportive
Vanessa Giunchi est née à Milan où elle a grandi. Elle a commencé le patinage à l'âge de 4 ans au Palais de la glace de Milan (Palazzo del Ghiaccio).
Durant sa carrière sportive, elle va travailler successivement avec plusieurs entraîneurs. D'abord avec Silvana Grilli qui va lui faire découvrir le patinage artistique et lui apporter les premières bases du sport. Elle travaille ensuite avec Carlo Fassi et son épouse Christa Fassi, les deux plus grand entraîneurs italiens de l'époque. En 195, elle part travailler à Paris avec Philippe Pélissier, puis rentre en Italie quatre ans plus tard pour s'entraîner avec Gilberto Viadana pour finir sa carrière.
De 1995 à 2003, elle monte neuf fois consécutivement sur le podium national senior, dont deux fois sur la plus haute marche en 1995 et 2001. Pour obtenir le titre national elle est en concurrence avec des patineuses comme Silvia Fontana ou Tony Bombardieri. Internationalement, elle participe à un championnat du monde junior, trois championnats d'Europe, deux championnats du monde et aux Jeux olympiques d'hiver de 2002 à Salt Lake City.
En 2001, elle participe à  Sette per Uno, un jeu de la télévision italienne diffusé sur la Rai 1.

### Reconversion
Vanessa Giunchi quitte le patinage amateur en 2003, après les mondiaux de 2003 à Washington. Elle continue une carrière dans le domaine du patinage artistique, en devenant entraîneur au Mediolanum Forum à Milan.
En 2007, elle participe à l'émission de téléréalité Notti sul Ghiaccio sur la Rai 1, où des couples formés par un patineur et une célébrité se défient sur la glace. Vanessa Giunchi avait pour partenaire le boxeur italien Patrizio Oliva.

## Palmarès
| Compétition                   | 1994    | 1995    | 1996    | 1997    | 1998    | 1999    | 2000    | 2001    | 2002    | 2003    |  |  |  |  |
| Jeux olympiques d'hiver       |         |         |         |         |         |         |         |         | 20e     |         |  |  |  |  |
| Championnats du monde         |         |         |         |         |         |         |         |         | 21e     | 28e     |  |  |  |  |
| Championnats d’Europe         |         |         |         |         |         |         |         | 10e     | 19e     | 20e     |  |  |  |  |
| Championnats d'Italie         | 2e      | 1re     | 2e      | 2e      | 3e      | 2e      | 2e      | 1re     | 2e      | 2e      |  |  |  |  |
| Championnats du monde juniors | 25e     | 25e     |         | 28e     |         |         |         |         |         |         |  |  |  |  |
|                               |         |         |         |         |         |         |         |         |         |         |  |  |  |  |
| Grand Prix ISU                | 1993/94 | 1994/95 | 1995/96 | 1996/97 | 1997/98 | 1998/99 | 1999/00 | 2000/01 | 2001/02 | 2002/03 |  |  |  |  |
| Skate America                 |         |         |         |         |         |         |         |         | 11e     |         |  |  |  |  |
|                               |         |         |         |         |         |         |         |         |         |         |  |  |  |  |